# Сорвиголова (фильм)
«Сорвиголова́» (англ. Daredevil) — американский супергеройский фильм 2003 года от режиссёра Марка Стивена Джонсона, снятый по его же собственному сценарию и основанный на комиксах издательства Marvel Comics об одноимённом персонаже, созданном сценаристом Стэном Ли и художником Биллом Эвереттом. Бен Аффлек сыграл главного героя Мэтта Мёрдока, слепого адвоката, который борется за справедливость в суде в своём гражданском обличье, и, в то же время, противостоит преступности на улицах Нью-Йорка под маской линчевателя Сорвиголовы. Также в фильме снимались: Дженнифер Гарнер в роли возлюбленной Мёрдока и мастера боевых искусств Электры Начиос; Колин Фаррелл, сыгравший беспощадного убийцу Меченого; Дэвид Кит, который исполнил роль бывшего боксёра и отца Мэтта Джека «Дьявола» Мёрдока; и Майкл Кларк Дункан, перевоплотившийся в криминального авторитета Уилсона Фиска, также известного, как Кингпин.
В 1997 году производством фильма занималась компания 20th Century Fox, после чего, в 1999 году её сменила Columbia Pictures; наконец, в 2000 году права на создание картины приобрела New Regency. Несмотря на то, что события «Сорвиголовы», как и в комиксах, разворачиваются в Адской кухне (Манхэттен), основные съёмки фильма по большей части проходили в Даунтауне Лос-Анджелеса. Спецэффекты к картине создавала студия Rhythm and Hues. Грэм Ревелл написал музыку к фильму, которая продавалась на компакт-дисках, начиная с марта 2003 года; кроме того, в феврале под лейблом Wind-up Records вышел саундтрек к фильму с дополнительными треками.
Премьера «Сорвиголовы» в США состоялась 14 февраля 2003 года; дистрибуцией фильма занималась 20th Century Fox. Критики оценили картину неоднозначно: несмотря на положительную оценку боевых сцен, саундтрека, сюжета и визуального стиля, они сетовали на отсутствие художественной ценности и неубедительную игру Аффлека. Несмотря на это, на момент выхода у «Сорвиголовы» был один из самых прибыльных февральских релизов — при производственном бюджете в $ 78 млн сборы фильма в мировом прокате составили $ 179,2 млн.
В 2004 году Fox выпустила режиссёрскую версию «Сорвиголовы» с рейтингом R и дополнительными 30 минутами хронометража; рецензенты отнеслись к ней более благосклонно, чем к театральной. В 2005 году вышел спин-офф «Электра», который не понравился критикам и фанатам и провалился в прокате. В конечном счёте права на франшизу вернулись к Marvel, которая перезапустила её в формате телесериала от Netflix с Чарли Коксом в главной роли. Кокс продолжил играть роль Сорвиголовы в других проектах Кинематографической вселенной Marvel (КВМ). Гарнер вернулась к роли Электры в фильме КВМ «Дэдпул и Росомаха» (2024), посвящённом мультивселенной.

## Сюжет
В детстве Мэтт Мёрдок ослеп в результате несчастного случая, когда ему в глаза попали радиоактивные вещества. Незадолго до этого он видел, как его отец, некогда известный боксёр Джек «Дьявол» Мёрдок, занимался вымогательством в интересах гангстера Фэллона. Лишившись зрения, Мэтт вскоре обнаружил, что его оставшиеся чувства восприятия обострились до сверхчеловеческого уровня — в частности, слух, который начал функционировать подобно радару. Испытывающий чувство вины за судьбу своего сына, Джек отказывается от преступной жизни и возобновляет боксёрскую карьеру. Вскоре Фэллон сообщает Джеку, что он подкупил всех его предыдущих противников, пытается подкупить самого Джека, а затем убивает его, когда тот отказывается.
Годы спустя, повзрослевший Мэтт становится адвокатом и открывает юридическую фирму в Адской Кухне вместе со своим другом Франклином «Фогги» Нельсоном, при этом Мёрдок оказывает бесплатную юридическую помощь клиентам, которые, по его мнению, невиновны. По ночам Мэтт борется с преступностью под маской линчевателя Сорвиголовы. Его подвиги освещает репортёр газеты New York Post Бен Урих, который пытается разоблачить таинственного криминального авторитета, известного под прозвищем «Кингпин», который контролирует всю организованную преступность Нью-Йорка. Под личностью Кингпина скрывается жестокий мафиози Уилсон Фиск, выдающий себя за законопослушного бизнесмена. Мэтт влюбляется в Электру Начиос, практикующую боевые искусства американку греческого происхождения, не подозревая, что она является дочерью лейтенанта Фиска, Николаса Начиоса. Когда последний пытается разорвать связи с Фиском, Кингпин нанимает Меченого — убийцу, обладающего сверхчеловеческой меткостью, чтобы убить его. Сорвиголова безуспешно пытается спасти Начиоса, однако Меченый не только выполняет свой контракт, но и выставляет Сорвиголову убийцей, пронзив Начиоса дубинкой линчевателя. Обнаружив этот предмет на месте преступления, Урих приходит к выводу, что под маской Сорвиголовы скрывается Мэтт, который маскирует дубинку под белую трость.
Электра собирается убить Сорвиголову, которого винит в смерти её отца. В это же время Фиск поручает Меченому убить Электру, и тот обнаруживает её во время сражения с Сорвиголовой. Сорвиголова пытается доказать Электре свою невиновность, однако девушка отказывается верить ему до тех пор, пока не срывает с него маску, увидев лицо Мэтта. Затем Электра нападает на Меченого, который убивает её на глазах Сорвиголовы. Раненый Мэтт укрывается в церкви, однако Меченый преследует его и использует против Мёрдока его уязвимость для громких звуков. Когда церковь оцепляет полиция, Меченый раскрывает, что Кингпин убил отца Мэтта и оставил на его трупе розу в качестве визитной карточки. Между тем полицейский снайпер простреливает руки Меченого: Мэтт, воспользовавшись ослаблением своего противника, одерживает верх и сбрасывает Меченого с колокольни. Одержимый жаждой мести Мэтт настигает Фиска в его офисе. Во время сражения Мэтт противопоставляет своё «радарное чутьё» огромной физической силе Фиска и побеждает его. Фиск сознаётся, что убил Джека по приказу Фэллона и поручил Меченому избавиться от Электры. Когда полицейские прибывают арестовать Кингпина, тот угрожает раскрыть миру личность Сорвиголовы. По мнению же Мэтта, никто не поверит, что Сорвиголова — слепой человек.
Через некоторое время после смерти Электры Мэтт поднимается на крышу своего дома, где они впервые поцеловались, и неожиданно находит ожерелье Электры с её именем, выгравированным шрифтом Брайля. Эта находка наводит его на мысль, что Электра всё ещё жива. Урих готовится раскрыть личность Сорвиголовы в своей статье, однако в конечном счёте отказывается публиковать её, чтобы у Нью-Йорка был свой защитник. На выходе из офиса Урих замечает Сорвиголову на крыше и выражает ему свою поддержку, после чего Мэтт отправляется на борьбу с преступностью. В это время перебинтованный Меченый, который находится под наблюдением в охраняемой больнице, убивает раздражающую его муху точным попаданием шприца.

## В ролях
- Бен Аффлек — Мэтт Мёрдок / Сорвиголова:
адвокат, ослепший в юности из-за несчастного случая с радиоактивными веществами; они же обострили его оставшиеся чувства восприятия и даровали «радарное чутьё», благодаря которому он может распознать окружающие его явления. Когда его отца убивают, Мэтт клянётся бороться с несправедливостью. Ночью он перевоплощается в изображающего дьявола линчевателя, который берёт правосудие в свои руки. Аффлек получил роль в октябре 2001 года. До него на роль Сорвиголовы Regency рассматривала Вина Дизеля, однако актёр был занят на съёмках другого фильма[6]. В февральском интервью с New York Magazine 2011 года Гай Пирс рассказал, что ему поступило предложение сыграть главного героя картины, но он отказался, так как его не интересовали фильмы по комиксам[7]. Ещё одним кандидатом на роль был Мэтт Деймон; он утверждал, что хотя ему и Аффлеку нравился первоисточник, «сценарий и режиссёр не внушали доверия»[8]. До утверждения на роль Аффлека прослушивание проходили такие актёры, как: Эдвард Нортон, Мэтью Дэвис и Колин Фаррелл; последний, в конечном итоге, сыграл в фильме Меченого[9][10][11]. Аффлек был большим фанатом супергероя и прочёл каждый комикс о нём, чтобы правильно адаптировать его образ в кино. Джо Кесада счёл ироничным, что главную роль сыграет именно Аффлек, поскольку, когда он и Кевин Смит работали над сюжетной аркой Guardian Devil, они рисовали его похожим на Аффлека[12]. Daredevil был любимым комиксом Аффлека, прочитанным им в юные годы[13]. Актёр раскрыл причину, по которой согласился сняться в фильме: «у каждого есть какие-то запомнившиеся вещи из детства. Для меня эта история одна из таких вещей»[14]; также Аффлек добавил: «Я не хотел, чтобы это [сыграл в фильме] сделал кто-то другой, так как боялся, что этот кто-то извратит содержание комикса»[15].
  - Скотт Терра — молодой Мэтт Мёрдок:
в юности Мэтт подвергался нападкам хулиганов по соседству, а свободное время он проводил в компании своего отца. Терра присоединился к актёрскому составу в марте 2002 года[16].
- Дженнифер Гарнер — Электра Начиос:
дочь миллиардера Николаса Начиоса и возлюбленная Мэтта Мёрдока. Когда Электра была ребёнком, преступники убили мать девочки у неё на глазах, после чего отец начал обучать её боевым искусствам. На роль Электры претендовали такие актрисы, как: Кейт Уинслет, Пенелопа Крус, Сальма Хайек, Натали Портман, Люси Лью, Джессика Альба и Кэти Холмс[17][18]. В дальнейшем кастинг-директор «Сорвиголовы» сократил лист претенденток до Дженнифер Гарнер, Джолин Блэлок, Миа Маэстро и Роны Митры[19]; в конечном итоге роль отошла Гарнер[17]. Актриса описала свою героиню следующим образом: «[Электра] сильная, красивая и умная. Она была бы хорошим образцом для подражания»[20]. После утверждения на роль Гарнер заявила, что в фильме Электра не будет носить классический красный костюм из комиксов и вместо него облачится в чёрный кожаный костюм. По словам актрисы, «на красном костюме были слишком заметны ремни безопасности»[15]. Гарнер вновь сыграла Электру в одноимённом спин-оффе 2005 года[21].
- Майкл Кларк Дункан — Уилсон Фиск / Кингпин:
люди знают его как законопослушного бизнесмена с избыточным весом по имени Уилсон Фиск, хотя на самом деле он является королём преступного мира Нью-Йорка по прозвищу Кингпин. Он убил отца Мэтта и нанял Меченого, чтобы тот избавился от Начиосов. Официально Майкл Кларк Дункан получил эту роль в январе 2002 года, хотя создатели фильма утвердили его гораздо раньше[22]. На момент прослушивания Дункан весил 290 фунтов; актёр набрал дополнительные 40 фунтов, чтобы его тело лучше соответствовало телосложению Кингпина. Во время подготовки к роли он несколько раз в день поднимал тяжести в течение 30 минут, а также не ограничивал себя в еде. Дункан переживал, что не соответствует образу персонажа, так как Кингпин всегда изображался белым. Впоследствии актёр озвучил Кингпина в мультсериале «Человек-паук» (2003)[23]. Дункан принимал во внимание, что фанатам Сорвиголовы не понравятся любые расхождения с первоисточником, однако актёр хотел, чтобы «они преодолели эту предвзятость и увидели фильм таким, какой он есть», а его самого оценили по актёрскому мастерству[15].
- Колин Фаррелл — Меченый:
убийца, который известен своей идеальной меткостью. Кингпин нанимает его для убийства Николаса и Электры Начиос, но когда в дело вмешивается Сорвиголова и уклоняется от его атаки, Меченый решает во что бы то ни стало уничтожить линчевателя. Фаррелл получил роль в декабре 2001 года[9]. Джо Кесада отговорил Марка Стивена Джонсона использовать в фильме классический костюм Меченого из комиксов[12]. Режиссёр посоветовал актёру сохранить его ирландский акцент в этой роли[15]. Фаррелл прочитал комиксы о Сорвиголове за авторством Фрэнка Миллера, чтобы лучшего понять Меченого. Фарелл отметил: «это не тот персонаж, которого можно сыграть методично… я имею в виду, что он бегает по Нью-Йорку и убивает людей скрепками для бумаг»[24].
- Джон Фавро — Франклин «Фогги» Нельсон:
юридический партнёр и лучший друг Мэтта Мёрдока, который появляется в фильме как комедийный персонаж. Сет Роген проходил прослушивание на эту роль, однако создатели фильма сочли его «слишком молодым» для неё[11]. Фавро пополнил актёрский состав в феврале 2002 года[25]. Впоследствии он срежиссировал другие фильмы по комиксам Marvel — «Железный человек» (2008) и его сиквел «Железный человек 2», где также сыграл Хэппи Хогана[26].
- Джо Пантолиано — Бен Урих:
журналист-расследователь, который изучает деятельность Сорвиголовы и Кингпина. По мере развития сюжета он узнаёт новые подробности о жизни этих двоих. Пантолиано присоединился к проекту в марте 2002 года[27]. В отличие от комиксов, Урих работает в New York Post, вместо Daily Bugle, поскольку права на эту редакцию принадлежали Sony Pictures[28].
- Дэвид Кит — Джек Мёрдок:
отец Мэтта Мёрдока и боксёр. Он убит Кингпином за то, что отказался проиграть бой. Об участии Кита в фильме стало известно в марте 2002 года[16].
- Лиленд Орсер — Уэсли Оуэн Уэлш:
правая рука Уилсона Фиска, которая не любит принимать участие в его делах. Ранее Орсер снимался вместе с Фавро в фильме «Очень дикие штучки» (1998)[29].
- Ленни Лофтин — детектив Ник Манолис:
офицер полиции Нью-Йорка, который сомневается в существовании Сорвиголовы и считает его городской легендой. Впоследствии Лофтин сыграл второстепенного злодея в фильме «Логан» (2017)[30].
- Эрик Авари — Николас Начиос:
отец Электры, убитый Меченым по приказу Кингпина[31].
- Эллен Помпео — Карен Пейдж:
секретарь в юридической фирме Мэтта Мёрдока и Франклина Нельсона[32].
- Деррик О’Коннор — отец Эверетт:
священник церкви, которую посещает Мэтт Мёрдок в поисках утешения. Персонаж был назван в честь художника и соавтора Сорвиголовы Билла Эверетта[33].

Стэн Ли, Фрэнк Миллер и Кевин Смит появлялись на протяжении всего фильма в качестве камео, причём последний сыграл помощника судмедэксперта по имени Джек Кирби. Пол Бен-Виктор сыграл Хосе Кесаду — преступника, на которого охотится Сорвиголова; своё имя он получил в честь Джо Кесады. Марк Марголис исполнил не упомянутую в титрах роль Эдди Фэллона, гангстера, который когда-то нанял Фиска в качестве киллера. Кейн Ходдер сыграл телохранителя Фэллона. Голос сестры и личного ассистента Колина Фаррелла Клодин Фаррелл можно услышать на автоответчике Мэтта Мёрдока; по сюжету, он принадлежит его подруге Хизер Гленн. Джози Дивинченцо изобразила Джози, владелицу популярного бара в Адской кухне. В режиссёрской версии фильма рэпер Кулио сыграл Данте Джексона; Джуд Чикколелла появился в эпизоде, который не вошёл в театральную версию. Таноай Рид изобразил одного из бандитов в баре Джози, однако в титрах указан не был.

## Производство

### Разработка
В 1997 году компания 20th Century Fox приобрела права на экранизацию комиксов издательства Marvel Comics о Сорвиголове; режиссёром фильма должен был стать Крис Коламбус. В 1998 году Marvel оказалась на грани банкротства. На тот момент у Fox истекал срок действия прав на персонажа и Disney попытался выкупить их. К 1999 году переговоры не увенчались успехом, поэтому Marvel заключила сделку с Columbia Pictures. В это время Коламбус и Карло Карлей работали над сценарием к фильму, однако Columbia наняла нового сценариста в лице Марка Стивена Джонсона. В 2000 году Columbia отменила проект, так как не смогла согласовать с Marvel детали цифрового релиза.
New Regency обратилась к Marvel с более выгодным предложением, в результате чего к ней перешли права на производство фильма, а права на дистрибуцию остались у 20th Century Fox. Марк Стивен Джонсон вернулся к работе над «Сорвиоголовой» и к 2001 году написал сценарий к картине, о котором положительно отзывались Гарри Ноулз с портала Ain’t It Cool News и руководитель Marvel Studios Кевин Файги. До начала съёмок продюсер Гэри Фостер заявил, что предстоящий фильм будет отличаться от предыдущих экранизаций комиксов Marvel за счёт своей мрачной атмосферы. Компания 20th Century Fox увеличила бюджет фильма после кассового успеха «Человека-паука» (2002) Сэма Рэйми.

### Съёмки
Съёмки «Сорвиголовы» начались в марте 2002 года. Fox планировала снимать фильм в Канаде в целях экономии бюджета. Джонсон и оператор фильма Эриксон Кором были против этого решения и подобрали более подходящие локации в районе Даунтауна Лос-Анджелеса, где находились здания с элементами аркады. По мнению Кора, «прекрасные старинные кирпичные здания и великолепные крыши» идеально подходили для изображения манхэттенской «Адской кухни» в отличие от предложенных студией мест, расположенных в Монреале или Ванкувере. В конечном итоге компания изменила своё решение благодаря настойчивости режиссёра и оператора, а также нежелания Бена Аффлека сниматься в Канаде.
Марк Стивен Джонсон заимствовал отдельные сцены из комиксов о Сорвиголове. Наибольшее влияние на видение режиссёра оказало творчество Джо Кесады в графическом романе Guardian Devil; Джонсон не скрывал, что команда «буквально копировала сцены из комикса, которые придумал Джо […] к примеру, в одном из эпизодов Guardian Devil Сорвиголова висит на кресте. Давайте просто снимем его». На съёмках Бен Аффлек носил создававшие эффект катаракты линзы «молочно-голубого цвета», из-за которых испытывал проблемы со зрением. Джонсон считал, что такое состояние поможет Аффлеку лучше вжиться в роль.
Важная роль в фильме отведена звуку, поскольку Сорвиголова формирует с его помощью своё «радарное чутьё». За создание звуковых эффектов отвечали звукорежиссёры Джон Ларсен и Стив Боеддекер. Мутация зрительного нерва Мёрдока сопровождается характерным звуком, сгенерированным студией Rhythm and Hues, которая также работала над визуализацией восприятия героя, получившего название «мир теней». Мир теней целиком и полностью создавался при помощи компьютерной графики, за исключением эпизода с Электрой и Мэттом под дождём — в этом случае графика накладывалась поверх отснятого материала.

### Музыка
Релиз саундтрека «Сорвиголова» состоялся в феврале 2003 года. Музыку к фильму написал Грэм Ревелл, которая продавалась на компакт-дисках, начиная с 4 марта 2003 года. Композитор намеревался передать через музыку физические и моральные терзания главного героя, которые тот испытывает будучи супергероем. В то время как Ави Арад просил Ревелла посветить несколько треков эмоциональному состоянию Сорвиголовы и Электры, Марк Стивен Джонсон не хотел, чтобы в фильме присутствовала клишированная готическая музыка из боевиков. Ревелл не собирался подбирать индивидуальные мотивы для каждого персонажа, однако сделал несколько исключений; например, в теме Меченого отчётливо слышны звуки гитары, а в теме Кингпина — басовые линии. Также Ревелл написал несколько композиций в жанре рок совместно с гитаристом Майком Эйнзайгером из группы Incubus. Композитору очень понравилось работать с Джонсоном, которого он описал как «позитивного» и «отзывчивого» человека, позволяющего экспериментировать и создавать «действительно крутые вещи». Музыка к фильму выходила под лейблом Varese-Sarabande.
Песня «Bring Me to Life» группы Evanescence и Пола Маккоя получила премию «Грэмми» за «лучшее исполнение в стиле хард-рок» на 46-й церемонии вручения премии «Грэмми». На том же мероприятии песня получила номинацию в категории «лучшая рок-песня», но проиграла «Seven Nation Army» группы The White Stripes. «Bring Me to Life» получила признание как «лучший музыкальный рок-трек» на церемонии вручения наград Teen Choice в 2004 году. На церемонии MTV Video Music Awards 2003 группа была отмечена номинацией лучшее видео дебютанта за «Bring Me to Life». Во время MTV Europe Music Awards 2003 трек претендовал на звание «лучшей песни». На 14-й ежегодной церемонии вручения наград Billboard Music «Bring Me to Life» получила награду как «саундтрек-сингл года». Наконец, она заняла 69-е место в рейтинге «100 величайших песен 2000-х» по версии канала VH1.

## Продвижение и выпуск
Трейлер к фильму демонстрировался во время рекламных пауз таких телевизионных хитов, как «Друзья» (1994) и «Закон и порядок» (1990), а также во втором квартале Супербоула XXXVII. Другими рекламными партнёрами были: концерн по производству упакованных продуктов питания Kraft Foods, сеть магазинов Walmart и компания Hamilton Watch, разработавшая часы, которые Мэтт носит в фильме. Незадолго до премьеры фильма американская программа синдицированного вещания новостей Entertainment Tonight объявила неделю «Сорвиголовы». В рамках рекламной кампании Fox запустила вирусную рассылку по электронной почте, в которой предлагалось принять участие в конкурсе с возможностью выиграть такие призы, как футболки по фильму, игры для Game Boy Advance и запонки. Желающие принять участие должны были забронировать билеты на фильм и переслать электронное письмо другим пользователям. На тот момент онлайн-бронирование только набирало обороты, поэтому с помощью этой акции компания хотела повысить её популярность. Компания Griptonite Games разработала игру Daredevil по мотивам фильма для платформы Game Boy Advance. Её релиз состоялся 14 февраля 2003 года.
Совет киноцензоров Малайзии запретил показ «Сорвиголовы» в этой стране из-за имеющихся в фильме сцен насилия. Fox рассчитывала, что малайзийский релиз фильма состоится 27 февраля 2003 года и обратилась в орган с просьбой о пересмотре решения. Заместитель премьер-министра заявил, что к показу запрещены фильмы, которые, по мнению совета, содержат «чрезмерное насилие и материал сексуального характера» или элементы, которые могут посеять хаос в обществе".

## Восприятие

### Кассовые сборы
14 февраля 2003 года состоялся релиз фильма в США, где он был показан в 3471 кинотеатре. Сборы за премьерные выходные составили $ 40,3 млн, что позволило «Сорвиголове» возглавить американский прокат. На тот момент он был одним из самых прибыльных февральских фильмов после «Ганнибала» (2001). Ко вторым выходным сборы картины упали на 55,1 %, однако она сохранила первенство в прокате, опередив новинку «Старая закалка» (2003) на $ 639 093. К третьим выходным сборы «Сорвиголовы» упали ещё на 38,5 %, в результате чего фильм опустился на 3-е место в рейтинге. В конечном итоге фильм заработал $ 102,5 млн на территории США и $ 76,6 млн в остальном мире, а его суммарные сборы составили $ 179,2 млн при производственном бюджете в $ 78 млн. Ави Арад отметил: «Мы установили рекорд по кассовым сборам в пяти случаях „Блэйд“ (1998), „Люди Икс“ (2000), „Блэйд 2“ (2002) и „Человек-паук“ (2002), а на это лето запланированы ещё два релиза „Люди Икс 2“ (2003) и „Халк“ (2003). Цифры говорят о том, что эти персонажи интересны не только фанатам комиксов, но и более широкой аудитории».

### Критика
На агрегаторе рецензий Rotten Tomatoes рейтинг свежести фильма составляет 43 % со средней оценкой 5,2 балла из 10 на основе 227 рецензий. Консенсус сайта гласит: «Хотя Бен Аффлек подходит на эту роль, а сюжет время от времени кажется интересным, „Сорвиголова“ остаётся скучным и мрачным ориджином и не привносит ничего нового в жанр». Metacritic, который выставляет оценки на основе среднего арифметического взвешенного, дал фильму 42 из 100 баллов на основе 35 рецензий, что указывает на «смешанный приём». Зрители, опрошенные CinemaScore, поставили фильму среднюю оценку «B» по шкале от A+ до F.
Роджер Эберт из Chicago Sun-Times дал фильму три звезды из четырёх и назвал его хорошим. По мнению рецензента, Аффлек и Гарнер отлично справились со своими ролями, а от Дункана «исходила угроза». Эберт подвёл следующий итог: «Я немного утомился, описывая истории происхождения и способности супергероев […] Некоторые из подобных фильмов, такие как этот, лучше других». Брюс Уэстбрук из Houston Chronicle назвал его «лучшим фильмом Marvel на сегодняшний день» и добавил: «он так же хорошо написан и наполнен проработанными персонажами, как некоторые из последних претендентов на „Оскар“, и не ограничивается одной яркой оболочкой благодаря сюжету». Кимберли Джонс из The Austin Chronicle похвалила фильм, актёрский состав и режиссёрский стиль Джонсона.
Ким Ньюман из журнала Empire дал фильму четыре звезды из пяти и предположил, что «персонажи понравятся зрителям больше, чем сам фильм», а затем положительно отозвался о «сильных моментах, которые гарантируют хорошее впечатление от просмотра». Питер Брэдшоу из The Guardian сетовал на «неубедительные сюжетные моменты», однако фильм показался ему «приятнее» «Человека-паука» и «таким же мрачным», как «Бэтмен» (1989) Тима Бёртона. Кинокритик BBC Нев Пирс отнёс к числу сильных сторон картины её впечатляющие декорации, но, в то же время, указал на отсутствие увлекательного сюжета, который мог бы заинтересовать зрителя. Джо Моргенштерн из газеты The Wall Street Journal не нашёл в фильме ничего оригинального и выдающегося, однако был впечатлён «некоторыми интересными находками и занятными особенностями». Рик Гроен из канадского издания The Globe and Mail резюмировал: «фильм не грустный, не изумительный, просто смотрибельный». Рецензент The Philadelphia Inquirer Стивен Ри считал, что хотя в фильме и были и юмор и насилие, они не сработали, как надо. Джеймс Берардинелли назвал «Сорвиголову» «приемлимым супергеройским фильмом». Фрэнк Ловес из TV Guide заключил: «„Сорвиголова“ даёт понять, что фильмы о супергероях — это следующее звено эволюции боевиков: в то время, как герои в стиле Шварценеггера подняли ставку боевика настолько, насколько это вообще возможно для человеческих возможностей, и при этом даже выглядели немного правдоподобными, супергерои… должны пойти ещё дальше»; по мнению Ловеса, «Сорвиголова» больше рассчитан на взрослую, а не детскую аудиторию.
С другой стороны, Элвис Митчелл из The New York Times назвал «Сорвиголову» «второсортным и обычным», а Тодд Маккарти из Variety провозгласил его «недостойным фильмом о супергероях». Оуэн Глейберман из Entertainment Weekly поставил фильму оценку «C-» из-за его «сырого» и «непоследовательного» сюжета, резюмируя: «Сорвиголова — это недоделанная, визуально-вялая халтура, после просмотра которой вы начинаете сожалеть, что Голливуд захватили основанные на комиксах кинофрашизы». В своей рецензии для Time Out Group Тревор Джонстон похвалил Бена Аффлека, которому, по его мнению, удалось «убедительно показать страдания от слепоты и сверхчеловеческого слуха», но, в то же время, раскритиковал работу Марка Стивена Джонсона, как режиссёра и сценариста. Дэвид Эдельштейн из Slate назвал «Сорвиголову» подражателем «Бэтмена». Майкл Уилмингтон из Chicago Tribune заявил, что фильм привлекает внимание, но не даёт ничего взамен. Рецензент New York Post Лу Люменик раскритиковал фильм, назвав его «отупляющей, потенциальной франшизой комиксов, которая воспринимается такой же слепой, как и её главный герой, если не сказать глухонемой». Со-автор персонажа Стэн Ли заявил: «Они неправильно прописали его, сделали слишком трагичным». Роль Мэтта Мёрдока принесла Бену Аффлеку антипремию «Золотая малина», как худшему актёру года, третью в карьере после фильмов «Джильи» (2003) и «Час расплаты» (2003).
Сам Аффлек неоднократно упоминал, что никогда не любил этот фильм; годы спустя после выхода «Сорвиголовы», он согласился сыграть Бэтмена в фильме «Бэтмен против Супермена: На заре справедливости» (2016), чтобы реабилитироваться в мире супергеройского кино: «Я хочу быть частью этого фильма и на этот раз сделать всё, как надо. Я так сильно ненавижу „Сорвиголову“». Кроме того, Аффлек назвал фильм «немного глуповатым».
По случаю 20-летия со дня выхода фильма Марк Стивен Джонсон сказал:
«Оглядываясь назад, я понимаю, что одной из ошибок, которую я допустил при создании фильма, было моё желание впихнуть в него всё! Я хотел показать историю происхождения Сорвиголовы, снять сагу об Электре, ввести в сюжет Меченого и Фогги, хотел, чтобы всё это было в нём, однако фильм не выдержал этого перегруза. А потом, когда тебе говорят вырезать полчаса хронометража и сделать его больше похожим на историю любви, всё начинает казаться поспешным и не совсем правильным. Это называется синдром фаната: „тебе хочется рассказать всё о вещи, которую ты так сильно любишь“».

### Режиссёрская версия
Fox анонсировала выход режиссёрской версии «Сорвиголовы» в честь DVD-релиза фильма, состоявшегося весной 2004 года. В эту версию вошли дополнительные материалы, такие как ранее не публиковавшиеся кадры и вырезанный подсюжет; она была мрачнее театральной версии и получила рейтинг R. Режиссёрская версия вышла в широкоэкранном формате 2,35:1 со звуком DTS и Dolby Digital. Также в ней присутствовала дополнительная аудиодорожка с комментариями Марка Стивена Джонсона и Ави Арада. Также к фильму прилагалась короткометражка «Создание режиссёрской версии». Впоследствии Fox перенесла DVD-релиз на 30 ноября 2004 года. Blu-ray-релиз режиссёрской версии состоялся 30 сентября 2008 года.
Одним из ключевых изменений стало добавление подсюжета с участием наркомана в исполнении рэпера Кулио, которого обвинили в убийстве проститутки-информатора Уриха, снабжавшей его сведениями о Кингпине. Этот подсюжет присутствует в новеллизации фильма, написанной Грегом Коксом и опубликованной в 2003 году.
Исполнительный продюсер Кевин Файги был уверен, что «люди, которым не понравился Сорвиголова, будут потрясены новой версией». Дэнни Грейдон из Empire отметил «значительные улучшения режиссёрской версии по сравнению с оригинальной», похвалив более мрачную атмосферу, новые сцены с Мэттом Мёрдоком в качестве адвоката, смещение акцента с романтической линии и подсюжет с Кулио. Некоторые критики остались при мнении, что Аффлек не подходит на роль Сорвиголовы, а Дункан переигрывает в образе Кингпина. Джефф Отто и Энди Патрицио из IGN оценили проделанную работу над ошибками оригинала и назвали режиссёрскую версию более точной адаптацией комиксов Фрэнка Миллера благодаря эпизодам с внутренней борьбой Мэтта Мёрдока с его католическим воспитанием. Фанаты комиксов оценили режиссёрскую версию как одно из лучших переосмыслений фильмов о супергероях.

## Будущее

### Отменённое продолжение
В 2004 году Аффлек по просьбе своей партнёрши по съёмочной площадке Дженнифер Гарнер вернулся к роли Мэтта Мёрдока в качестве камео в спин-оффе «Электра» (2005); эпизод, тем не менее, был вырезан из театральной версии фильма. В октябре 2004 года Аффлек заявил, что вновь сыграет Сорвиголову только в том случае, если Fox заключит с ним контракт на новых условиях и положит в основу сюжета более мрачные комиксы о персонаже; в качестве примера актёр привёл графический роман Кевина Смита Guardian Devil и сюжетную арку Born Again. Тем не менее, в ноябре 2006 года Аффлек отказался принимать участие в потенциальном сиквеле и играть какого-либо супергероя, находя роль Сорвиголовы унизительной. Несмотря на это заявление, в 2016 году Аффлек сыграл персонажа DC Comics Бэтмена в картине «Бэтмен против Супермена: На заре справедливости».
В июле 2006 года Майкл Кларк Дункан заявил о готовности вернуться к роли Кингпина, однако отказался набирать вес, так как чувствовал себя комфортно при похудении до 270 фунтов; он отшутился о возможности пересмотреть своё решение в том случае, если студия заплатит ему $ 20 млн. Дункан высказал предположение, что его персонаж мог потерять лишний вес за время, проведённое в тюрьме, где он усердно тренировался, чтобы дать реванш Сорвиголове. Дункан повторил роль Кингпина в мультсериале «Человек-паук». Также актёр появился в других фильмах по комиксам, таких, как «Город грехов» (2005) в роли Манута, и «Зелёный фонарь» (2011), где озвучил Киловога. Актёр скончался 3 сентября 2012 года.

### Кинематографическая вселенная Marvel
В 2004 году исполнительный продюсер «Сорвиголовы» Кевин Файги заявил, что у Regency был выбор из нескольких историй, которые могли бы лечь в основу сюжета сиквела. В 2005 году Ави Арад выразил надежду на возвращение прав на Сорвиголову от 20th Century Fox к Marvel Studios; по словам продюсера, это позволило бы начать производство продолжения. В сиквеле Джонсон планировать адаптировать сюжетную арку Born Again и ввести злодея Мистера Страха.
В июле 2008 года Джейсон Стейтем заявил, что хотел бы сыграть Сорвиголову: «Просто дайте мне шанс, я хочу стать Сорвиголовой». Фрэнк Миллер одобрил кандидатуру актёра: «Думаю, он должен сыграть Сорвиголову». В октябре 2008 года исполнительный директор 20th Century Fox назвал перезапуск Сорвиголовы одной из приоритетных задач студии; Ротман добавил, что руководство ищет режиссёра на уровне Кристофера Нолана. В феврале 2010 года Fox и New Regency рассматривали возможность перезапуска совместно с News Corp., продюсером которого должен был стать Питер Чернин, а сценаристом Дэвид Скарпа. 15 марта 2011 года Дэвид Слэйд присоединился к проекту в качестве режиссёра, однако вскоре постановщик покинул производство. В том же году компания наняла продюсера и сценариста сериала «Грань» (2008) Брэда Калеба Кейна для написания сценария.
В 2012 году стало известно, что если Fox не начнёт съёмки сиквела или перезапуска до 10 октября 2012 года, права на Сорвиголову вернутся к Marvel Studios. В начале августа 2012 года Fox пытались найти замену Слэйду. Она провела переговоры с Джо Карнаханом, однако, по словам режиссёра, студии не понравилось его видение «Сорвиголовы» — он хотел снять триллер в стилистике 1970-х годов. В том же году некоторые инсайдеры заявили, что Fox отказалась перезапускать франшизу и была готова передать права материнской компании Marvel The Walt Disney Company. 23 апреля 2013 года Файги подтвердил, что права на Сорвиголову вернулись к Marvel и Disney, благодаря чему персонаж может появиться в Кинематографической вселенной Marvel (КВМ). В апреле 2015 года на стриминговом сервисе Netflix состоялась премьера сериала «Сорвиголова» с Чарли Коксом в главной роли. В марте 2025 года вышло его продолжение с подзаголовком «Рождённый заново».
В июле 2023 года Deadline Hollywood сообщил о возвращении Дженнифер Гарнер к роли Электры в фильме КВМ «Дэдпул и Росомаха» (2024), посвящённом мультивселенной. В какой-то момент производства в фильме также планировалось появление Сорвиголовы.